# Церковь Христа Спасителя (Мацхвариши)
Церковь Христа Спасителя (груз. მაცხვარიშის მაცხოვრის ეკლესია), также известная как церковь Мацхвар (сван. მაცხვარ) — средневековая грузинская православная церковь в высокогорном северо-западном грузинском регионе Верхняя Сванетия, в настоящее время на территории Местийского муниципалитета края Самегрело-Верхняя Сванетия. Это простая зальная церковь, которая была расписана фресками Микаела Маглакели в 1140 году. В 2007 году церковь была включена в список недвижимых культурных памятников национального значения Грузии.

## Расположение
Церковь Христа Спасителя стоит на вершине холма над селом Мацхвариши Местийского муниципалитета, на высоте 1360 м над уровнем моря. Эта часть Сванетии была известна в XIX веке как Свободная Сванетия. В церкви находилось собрание византийской и грузинской церковной утвари, которое было каталогизировано учёным Эквтиме Такаишвили во время его экспедиции в Сванетию в 1910 году.

## Описание
Мацхвар — это зальная церковь, к южному фасаду которой пристроен деамбулаторий. Здание выстроено из известняковых блоков. Внутри церкви просторная травея, разделённая на две части парой двухступенчатых продольных стеновых пилястр, из которых вырастает одна арка, поддерживающая свод. В церкви четыре окна: по одному в алтаре и в западной стене и два в южной стене. Последние два окна расположены необычным образом: западное окно прорезано над аркой стены, а южное — под ней. У церкви три входа — с востока, юга и севера — все прямоугольной формы с арочным тимпаном внутри. Окно алтаря фланкируют арочные ниши. Деамбулаторий был пристроен к южному фасаду церкви позднее. Снаружи стены плоские и когда-то были оштукатурены; на южном фасаде сохранились следы старых фресок. Старинная резная дверь южного входа датирована X—XI веками.

### Фрески

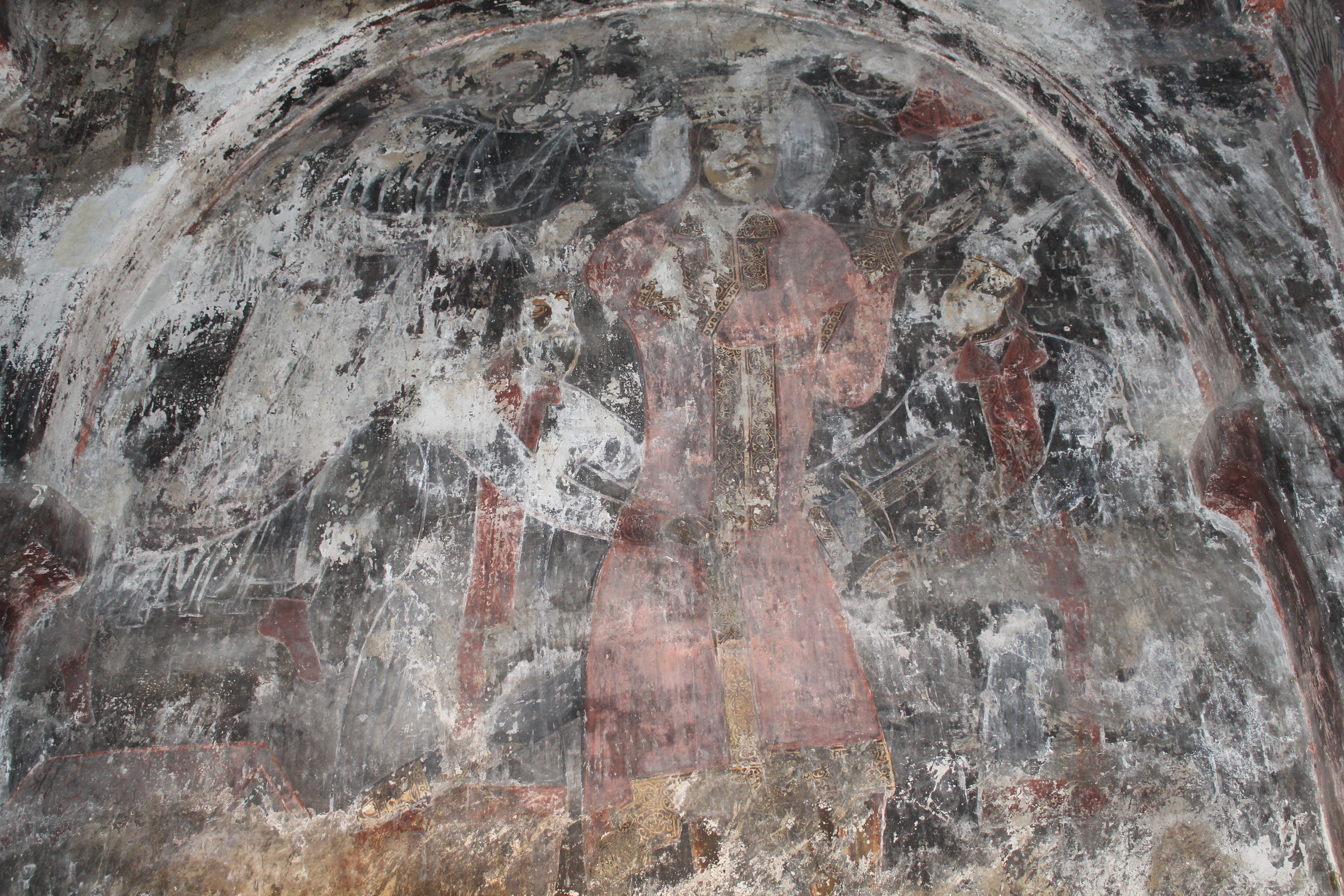
Коронация Деметре I.

Интерьер церкви был полностью расписан фресками, но сейчас они повреждены. Согласно надписи, фрески датированы 1140 годом и были выполнены Микаелем Маглакели. Алтарь традиционно украшен деисусом. Ниже находится группа апостолов, в то время как стены нефа содержат христологический цикл, состоящий из трёх регистров, и серию всадников с нимбами — распространённый мотив средневекового сванского искусства росписи. В западной арке северной стены есть сцена коронации, в которой царя Грузии Деметре I (годы правления 1125—1156), изображённого одновременно благословлённым Христом и коронованным архангелом Гавриилом, опоясывают мечом два высокопоставленных лица, местные эристави. Как писал искусствовед Энтони Истмонд, изображение коронации Деметра отмечает установление царской власти, подчёркивая при этом роль местной аристократии.